# 朱國樑
朱國樑（1961年9月—）滙勤中國私募基金有限公司董事會主席，前國泰航空有限公司行政總裁。政協上海市第十三屆委員會委員。朱國樑是繼陳南祿後，國泰第二位華人行政總裁。

## 簡歷
朱國樑1984年畢業於香港大學，取得社會科學學士學位。同年加入國泰航空，任見習行政人員。其後曾被派駐香港、中國大陆、台灣、泰國及澳洲等地。
1991年曾被公司派駐澳洲，1993年任西南太平洋地區總經理。1994年起調回香港總公司，任國際事務經理。1997年升任國際事務總經理。2001年8月，任國泰航空東南亞地區總經理，派駐泰國曼谷。2004年8月，則被調派駐台北，擔任國泰台灣及韓國地區總經理。2008年9月起擔任航空服務董事。
2011年3月31日，接任史樂山升任國泰航空常務總裁。成為繼陳南祿後，第二位華人擔任此職位。2014年3月14日，再接替史樂山，出任國泰航空行政總裁，亦為繼陳南祿後，國泰第二位華人行政總裁。他同時擔任港龍航空有限公司主席、太古集團有限公司及太古股份有限公司董事。
朱國樑於1992年至1994年派駐澳洲期間，於新南威爾斯大學深造，取得商務碩士學位；亦曾修讀美國史丹福大學商學院及法國歐洲商學院的行政人員管理課程。
2017年4月12日，太古及國泰聯合公佈，國泰現任行政總裁朱國樑因獲委任為英國太古（中國）有限公司主席，而調任為國泰非常務董事，同時退任港龍航空主席，由國泰航空常務董事及現任常務總裁何杲接任為國泰及港龍行政總裁，5月1日生效。
2017年5月1日，獲委任為太古（中國）有限公司主席，香港太古集團有限公司董事，太古股份有限公司董事，國泰航空有限公司非常務董事。
2020年1月，以退休為由，辭任上述所有太古集團職務。

## 個人
朱國樑已婚，育有一子。朱國樑在訪問中透露，過去30年一直堅持運動鍛煉身體，包括游泳、行山及瑜伽。他喜歡以行山減壓，在派駐台北時期，以台北第一高山七星山為最愛。每晚臨睡前則會閱讀中國古代經典著作如《易經》、《中庸》及《孫子兵法》等，以吸收古人智慧。印象最深的出自《易經》：「天行健，君子以自強不息」。

## 公職
- 香港航空公司代表協會主席
- 方便營商諮詢委員會成員
- 航空發展諮詢委員會成員
- 香港物流發展局成員

## 政府任命
- 中国人民政治协商会议上海市第十三届委员会委员

## 社會兼任職務
- 團結香港基金成員
- 香港工商專業聯會顧問議會成員
- 聯合國兒童基金會香港委員會委員
- 香港公益金董事會董事
- 太古小學法團校董會主席

## 外部連結
- 上海政協 （页面存档备份，存于）
- 香港公益金. . https://www.commchest.org/50thanniversary/zh_hk/index.htm.   [2019-01-22]. （原始内容存档于2019-01-23）. 外部链接存在于|website= (帮助)
- UNICEF in Hong Kong - The Hong Kong Committee for UNICEF （页面存档备份，存于）